# Beatriz Castro
Beatriz Castro (Uberlândia, 17 de novembro de 1960) é uma jornalista e apresentadora de televisão brasileira. Desde 1989 faz parte do jornalismo da TV Globo Nordeste, como repórter especial.

## Carreira

### Televisão
Beatriz Castro cursou jornalismo na Universidade de Brasília (UnB) e ingressou na TV Globo de Brasília em 1983, como repórter. Está na TV Globo Nordeste desde 1989, como repórter especial mas já trabalhou também na Rádio Nacional da Amazônia e na TV Nacional.
Junto com o jornalista Francisco José, seu marido, faz as reportagens e apresenta o Programa Nordeste Viver e Preservar, destinado à preservação do meio ambiente dessa região e exibido pela TV Globo Nordeste.

### Prêmios e homenagens
A jornalista já recebeu várias premiações durante o curso de sua carreira, como o «Prêmio Ayrton Senna», em 2000, o «Prêmio Imprensa Embratel», em 2005, na categoria regional, além do «Prêmio Ethos de Jornalismo», em 2004. Foi três vezes vencedora do «Prêmio regional Cristina Tavares».
Em 2007 Beatriz Castro foi agraciada com o título de «Cidadã de Pernambuco» pela Assembleia Legislativa do Estado de Pernambuco. Ela chegou ao estado em 1989, vinda de Brasília.

## Vida pessoal
Natural de Uberlândia, no Triângulo Mineiro, Beatriz Castro mora em Recife desde 1989. Ela é casada com o também jornalista Francisco José, com quem tem uma filha, Carla.